# Rolando il Petomane
Rolando il Petomane (conosciuto nei documenti contemporanei come Roland le Fartere, Roulandus le Fartere, Rollandus le Pettus o Roland le Petour; fl. XII secolo) fu un giullare e artista di flatulenze vissuto nell'Inghilterra del XII secolo, durante il regno di Enrico II.

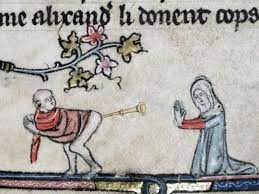
Esempio di miniatura satirica medievale al riguardo delle flatulenze.

La sua fama deriva dalla sua singolare abilità di eseguire numeri comici basati su flatulenze controllate, una forma di intrattenimento che, sebbene oggi possa apparire bizzarra, era allora apprezzata nelle corti medievali.

## Biografia
Le informazioni su Roland provengono principalmente dal Liber Feodorum (o Book of Fees), un registro delle concessioni feudali compilato nel XIII secolo. Secondo questo documento, Roland ricevette dal re la tenuta di Hemingstone nel Suffolk e 30 acri di terra (12 ettari) come ricompensa per i suoi servizi di intrattenimento. Il suo compito annuale consisteva nell'esibirsi durante le festività natalizie con una performance descritta come "unum saltum et siffletum et unum bumbulum", ovvero "un salto, un fischio e una flatulenza" eseguiti simultaneamente.
Nonostante la natura peculiare del suo talento, Roland fu ricompensato con un riconoscimento significativo per l'epoca. Dopo la sua morte, la tenuta di Hemingstone passò a suo figlio, Hubert de Afleton. Durante il regno di Riccardo I (1189–1199), la proprietà fu ereditata da Jeffrey, figlio di Hubert e nipote di Roland. Nel 1205, la tenuta era detenuta da Alexander de Brompton e sua moglie Agnes, sorella ed erede di Jeffrey, e nipote di Roland. Roland deteneva la sua tenuta e le terre sotto il regime di serjeanty, una forma di tenuta feudale in cui il beneficiario era obbligato a fornire un servizio specifico al sovrano. Nel caso di Roland, il suo servizio consisteva nella performance annuale. Questa tenuta era comune nel Medioevo e spesso comportava obblighi militari o di altro tipo.
(Henry Maxwell-Lyte, Liber feodorum, H.M. Stationery Office, 1920–1931, dai Deputy Keeper dei registri)
La figura di Roland rappresenta un esempio lampante di come l'umorismo corporeo fosse parte integrante dell'intrattenimento medievale. I giullari di corte, come il suddetto, avevano il compito di divertire la nobiltà con spettacoli che spesso includevano satire, acrobazie e, in casi come il suo, numeri basati su abilità fisiche insolite.